# زلاجة جماعية
الزلاجة الجماعية أو عربة الجليد السريعة نوع من أنواع الرياضة الشتوية وهي أحد المسابقات الرئيسية في الألعاب الأولمبية الشتوية وفيها يقوم فريق رياضي من عدة اشخاص بالتزلج عبر ممر ملتوي ومنحدر مستقلين زلاجة تسع لأكثر من شخص. يعود بدايات هذا النوع من الرياضة الشتوية إلى مدينة ألباني في ولاية نيويورك في الولايات المتحدة ثم انتشرت إلى سويسرا، وأجريت أول بطولة عالمية في سويسرا عام 1884.
طول المسار في هذه الرياضة يجب أن لا تقل عن 1500 متر ويجب أن تحوي على 15 التواء على الأقل وتبلغ سرعة الزلاجة في المسار عادة 130 كم في الساعة. كان الفريق في بداية نشوء اللعبة يتكون من 5 إلى 6 لاعبين وفي عام 1930 تم تحديد نوعين من هذه المسابقة أما ثنائية أو رباعية.
الحد الأعلى لطول الزلاجة هي 3.80 متر (نوع الزلاجة الرباعية) و 2.70 متر (نوع الزلاجة الثنائية) وعرض الزلاجة في كلا النوعين 67 سم. الوزن الأقصى المسموح به للزلاجة مع اللاعبين هو 630 كغم (نوع الزلاجة الرباعية) و 390 كغم (نوع الزلاجة الثنائية).
انظمت هذه الرياضة إلى الألعاب الأولمبية الشتوية عام 1924 وكانت للرجال فقط وبدأت السيدات بالمشاركة من عام 1932. ومنذ عام 2005 اقتصر نوع السيدات على الزلاجات الثنائية بينما استمر النوعان الثنائي والرباعي في مسابقات الرجال.